# سمارا ألميدا
سمارا ألميدا (16 يوليو 1992 في البرازيل - ) هي لاعبة كرة طائرة برازيلية في مركز ضارب خارجي ‏. لعبت مع Osasco Voleibol Clube ‏.

## وصلات خارجية
- سمارا ألميدا على موقع الاتحاد الأوروبي (الإنجليزية)
- سمارا ألميدا على موقع دوري الدرجة الأولى الإيطالي للكرة الطائرة - سيدات (الإيطالية)